# Саюланский пополукский язык
Саюланский пополукский язык (Sayula Popoluca, Sayultec) - язык группы михе, на котором говорят около 4000 человек вокруг города Саюла-де-Алеман на южной части штата Веракрус в Мексике.
Название "Popoluca" - кастильское изменение слова из языка науатль "Popoloca", которое означает "варвары" или "люди, говорящие на зарубежном языке". В Мексике название "popoluca" является традиционным названием для трёх различных языков михе-соке, а название "Sierra Popoloca" - традиционное название для совершенно несвязанного языка, принадлежащего к ото-мангской семье.
По-родному язык известен как yamay ajw "местный язык" или tʉcmay-ajw "родной язык".

## Фонология
|           |           | Губ.-губ. | Губ.-губ. | Альвеоляр. | Альвеоляр. | Палат. | Палат. | Веляр. | Веляр. | Глот. | Глот. |
| --------- | --------- | --------- | --------- | ---------- | ---------- | ------ | ------ | ------ | ------ | ----- | ----- |
| Плав.     | Плав.     | b, p      | b, p      | d, t       | d, t       |        |        | ɡ, k   | ɡ, k   | ʔ     | ʔ     |
| Фрикатив. | Фрикатив. |           |           | s          | s          | ʃ      | ʃ      |        |        | h     | h     |
| Аффр.     | Аффр.     |           |           | ts, tʃ     | ts, tʃ     |        |        |        |        |       |       |
| Нос.      | Нос.      | m         | m         | n          | n          |        |        |        |        |       |       |
| Аппрокс.  | Аппрокс.  | w         | w         | l, r       | l, r       | j      | j      |        |        |       |       |